# Knut Johannesen
Knut Johannesen   (Oslo, 6 de novembre de 1933) és un patinador de velocitat sobre gel noruec, ja retirat, que destacà a finals de la dècada del 1950 i durant la dècada del 1960.

## Carrera esportiva
Patinador especialista en llargues distàncies, en els Jocs Olímpics d'Hivern de 1956 disputats a Cortina d'Ampezzo (Itàlia) participà en tres proves, aconseguint la medalla de plata en la prova de 10.000 metres, i finalitzà vuitè i novè en les proves de 5.000 i 1.500 metres respectivament. En els Jocs Olímpics d'Hivern de 1960 realitzats a Squaw Valley (Estats Units) aconseguí guanyar la medalla d'or en la prova de 10.000 metres i la medalla de plata en la de 5.000 m., finalitzant així mateix onzè en la prova de 1.500 m. i vintè en la de 500 metres. En els Jocs Olímpics d'Hivern de 1964 realitzats a Innsbruck (Àustria) aconseguí la medalla d'or en la prova de 5.000 m. i la medalla de bronze en la de 10.000 metres.
Al llarg de la seva carrera, així mateix, aconseguí la victòria en el Campionat del Món de patinatge de velocitat en les edicions de 1957 i 1964, així com el segon lloc en l'edició de 1963. En el Campionat d'Europa d'aquesta disciplina aconseguí la victòria en dues ocasions, 1959 i 1960; el segon lloc en tres, 1956, 1957 i 1963; i el tercer lloc en un, 1958. Alhora, aconseguí la victòria del campionat nacional en vuit ocasions.

### Rècords del món
| Prova     | Temps   | Data                 | Seu          |
| --------- | ------- | -------------------- | ------------ |
| 10.000 m  | 15:46.6 | 27 de febrer de 1960 | Squaw Valley |
| 3.000 m   | 4:33.9  | 12 de gener de 1963  | Tønsberg     |
| Combinada | 183.035 | 20 de gener de 1963  | Hamar        |
| 5.000 m   | 7:37.8  | 26 de gener de 1963  | Oslo         |

### Rècords personals
| Prova    | Temps   | Data                 | Seu          | Rècord del món |
| -------- | ------- | -------------------- | ------------ | -------------- |
| 500 m    | 42.3    | 24 de febrer de 1960 | Squaw Valley | 40.2           |
| 1.000 m  | 1:31.0  | 2 de febrer de 1954  | Davos        | 1:28.4         |
| 1.500 m  | 2:09.4  | 24 de febrer de 1963 | Karuizawa    | 2:06.3         |
| 3.000 m  | 4:28.7  | 11 de febrer de 1964 | Oslo         | 4:27.6         |
| 5.000 m  | 7:37.8  | 26 de gener de 1963  | Oslo         | 7:45.6         |
| 10.000 m | 15:42.9 | 19 de gener de 1964  | Oslo         | 15:33.0        |